# Wyeomyia colombiana
Wyeomyia colombiana är en tvåvingeart som beskrevs av Lane 1945. Wyeomyia colombiana ingår i släktet Wyeomyia och familjen stickmyggor.
Artens utbredningsområde är Colombia. Inga underarter finns listade i Catalogue of Life.